# Shadow Fight 2
Shadow Fight 2 est un jeu de rôle et de combat développé par Nekki. Il s'agit du deuxième volet de la série Shadow Fight et a été lancé en soft le 22 octobre 2013. Le jeu complet est sorti dans le monde entier le 1er mai 2014, pour les systèmes d'exploitation Android et iOS, puis sous Windows 8 et 8.1 le 26 janvier 2015 et sur la Nintendo Switch en tant que titre téléchargeable sur le Nintendo eShop le 13 septembre 2018,.

## Gameplay
Le jeu utilise les mêmes graphismes que Shadow Fight, qui représentent le personnage du joueur et ses adversaires sous forme de silhouettes en 2D. Le joueur commence sans arme, mais à mesure qu'il monte en niveau, il débloque des armes, des armures et des casques plus avancés. Le titre introduit plusieurs nouveaux éléments dans la série, tels que les armes à distance, la magie et un mode multijoueur, où les joueurs peuvent travailler ensemble pour vaincre divers boss dans le monde souterrain. La campagne solo suit un guerrier connu uniquement sous le nom de "Shadow", qui est réduit à une silhouette sans visage après avoir ouvert les Portes de l'Ombre - une voie d'accès au "Monde des Ombres" - et avoir été exposé à l'énergie des Ombres. Pour retrouver son honneur et son corps physique perdus, Shadow doit rechercher dans le monde six démons qui se sont échappés du Monde des Ombres lorsque les portes ont été ouvertes, et les vaincre au combat.
Shadow Fight 2 a reçu un grand nombre de critiques positives à sa sortie et est considéré comme l'un des meilleurs jeux de combat pour appareils mobiles. 

## Réception
Jason Parker de CNET a attribué au jeu une note de 8,3/10, le qualifiant de l'un des meilleurs jeux de combat de l'App Store « si vous pouvez vivre avec le modèle freemium ».
Rob Rich de Gamezebo a noté le jeu 3,5/5 étoiles, louant les animations et la variété des armes tout en critiquant les « commandes imprécises et certaines mécaniques de combat ».
Silviu Stahie de Softpedia a qualifié le jeu de « probablement meilleur jeu de combat pour Android » et a déclaré qu'il était « facile à apprendre et à maîtriser ».
Sur Android, le jeu a reçu des critiques positives de plus de 13 millions de joueurs.

## Édition spéciale
Special Edition est la version payante de Shadow Fight 2. Elle est sortie le 17 août 2017 sur Android et le 22 août 2017 sur iOS. Cette version récompense les joueurs avec des gemmes plus fréquemment et présente un scénario exclusif appelé Old Wounds qui met en scène un Sensei plus jeune comme protagoniste. La version Nintendo Switch de Shadow Fight 2, sortie en 2018, contient le même contenu que Special Edition, ainsi qu'un mode de combat local exclusif à deux joueurs. 